# Хёйсманс, Констант
Конста́нт Хёйсманс (нидерл. Constant Huysmans; 11 октября 1928, Антверпен — 16 мая 2016, Хобокен, Фламандский регион) — бельгийский футболист, играл на позиции защитника; участник чемпионата мира 1954 года.

## Биография

### Клубная карьера
Хёйсманс всю карьеру играл за «Беерсхот», за который отыграл 16 сезонов и сыграл во всех турнирах 376 матчей, в которых забил 48 мячей.

### Карьера в сборной
В составе сборной Бельгии принимал участие на чемпионате мира 1954 года, где сыграл в двух матчах на групповом этапе со сборными Италии (1:4) и Англии (4:4). Всего за сборную Бельгии сыграл 22 матча, в которых не забил ни одного мяча.

### Смерть
Скончался 16 мая 2016 года в Антверпене после продолжительной болезни в возрасте 87 лет.